# جبل ميكينو
جبل ميكينو بالإنجليزية (Mont Mikeno) هو بركان خامد في جبال فيرونجا في جمهورية الكونغو الديمقراطية. على ارتفاع 4437 مترًا فوق مستوى سطح البحر يعد ثاني أعلى قمة في سلسلة جبال فيرونجا، والثالث عشر في القارة الأفريقية. وترجع تسميته التي تعني "الفقيرة" بلغة أهل البلد إلى شدة انحدار منحدراته مما يجعلها غير صالحة للسكنى بالنسبة للبشر، ومع ذلك فهي موطن لبعض آخر الغوريلا الجبلية.